# Campionato Sammarinese 2023-2024
Il Campionato Sammarinese 2023-2024 è stata la 39ª edizione del campionato di calcio di San Marino, iniziato il 16 settembre 2023, è terminata il 21 aprile 2024. La Virtus ha conquistato il primo titolo della sua storia.

## Stagione

### Formula
Il campionato si divide in due fasi: nella prima fase, le 16 squadre partecipanti si affrontano in un unico girone in gare di andata e ritorno, per un totale di 30 giornate. Le prime 11 squadre vengono ammesse alla fase finale, mentre la prima classificata sarà decretata campione di San Marino. La fase finale prevede un turno preliminare nel quale le squadre classificate dalla 8ª alla 11ª posizione si sfidano in gara secca per decretare chi passerà ai quarti di finale. Le prime sei classificate accedono direttamente ai quarti di finale. La fase a eliminazione diretta prevede gare di andata e ritorno, ad eccezione di finale 4º-5º posto e 2º-3º posto.

### Avvenimenti
Grande novità di questa stagione sarà la partecipazione per la prima volta nella storia, di una formazione della San Marino Academy che entrerà a far parte del lotto di squadre ai blocchi di partenza per la corsa al titolo. Si tratterà di una squadra di calciatori nati tra il 2001 ed il 2004, con il dichiarato intento di offrire un elevato minutaggio in campo e un grado di preparazione di alto livello. Il campionato dunque dopo 24 anni tornerà con un organico di 16 squadre.

## Le squadre
Nel Campionato Sammarinese 2023-2024 giocano tutte le sedici squadre di calcio sammarinesi.
Le squadre presenti in campionato sono:
| Squadra                | Castello            |
| ---------------------- | ------------------- |
| Cailungo               | Borgo Maggiore      |
| Cosmos                 | Serravalle          |
| Domagnano              | Domagnano           |
| Faetano                | Faetano             |
| Fiorentino             | Fiorentino          |
| Folgore                | Serravalle          |
| Juvenes/Dogana         | Serravalle          |
| La Fiorita             | Montegiardino       |
| Libertas               | Borgo Maggiore      |
| Murata                 | Città di San Marino |
| Pennarossa             | Chiesanuova         |
| San Giovanni           | Borgo Maggiore      |
| San Marino Academy U22 | Città di San Marino |
| Tre Fiori              | Fiorentino          |
| Tre Penne              | Città di San Marino |
| Virtus                 | Acquaviva           |

## Allenatori
| Squadra                | Allenatore                                                                |
| ---------------------- | ------------------------------------------------------------------------- |
| Cailungo               | Denis Iencinella (1ª-16ª) Mauro Mosconi (17ª-19ª) Roberto Sarti (20ª-30ª) |
| Cosmos                 | Nicola Berardi                                                            |
| Domagnano              | Paolo Rossi                                                               |
| Faetano                | Fabio Pellegrino (1ª-13ª) Danilo Girolomoni (14ª-30ª)                     |
| Fiorentino             | Michele Camillini                                                         |
| Folgore/Falciano       | Oscar Lasagni                                                             |
| Juvenes/Dogana         | Manuel Amati                                                              |
| La Fiorita             | Thomas Manfredini                                                         |
| Libertas               | Floriano Sperindio                                                        |
| Murata                 | Giuseppe Angelini (1ª-29ª) Sergio Grassi (30ª)                            |
| Pennarossa             | Salvatore Antonio Nobile (1ª-13ª) Filippo Dolci (14ª-30ª)                 |
| San Giovanni           | Marco Tognacci                                                            |
| San Marino Academy U22 | Matteo Cecchetti                                                          |
| Tre Fiori              | Andrea De Falco                                                           |
| Tre Penne              | Stefano Ceci                                                              |
| Virtus                 | Luigi Bizzotto                                                            |

## Stagione regolare

### Classifica finale
|  | Pos. | Squadra                | Pt | G  | V  | N | P  | GF | GS | DR  |
|  | ---- | ---------------------- | -- | -- | -- | - | -- | -- | -- | --- |
|  | 1.   | Virtus                 | 79 | 30 | 26 | 1 | 3  | 61 | 20 | +41 |
|  | 2.   | La Fiorita             | 77 | 30 | 25 | 2 | 3  | 71 | 18 | +53 |
|  | 3.   | Tre Penne              | 63 | 30 | 20 | 3 | 7  | 76 | 30 | +46 |
|  | 4.   | Cosmos                 | 60 | 30 | 18 | 6 | 6  | 78 | 28 | +50 |
|  | 5.   | Murata                 | 59 | 30 | 19 | 2 | 9  | 56 | 22 | +34 |
|  | 6.   | Tre Fiori              | 57 | 30 | 17 | 6 | 7  | 56 | 30 | +26 |
|  | 7.   | San Giovanni           | 45 | 30 | 14 | 3 | 13 | 55 | 42 | +13 |
|  | 8.   | Juvenes/Dogana         | 45 | 30 | 14 | 3 | 13 | 44 | 47 | -3  |
|  | 9.   | Folgore                | 39 | 30 | 11 | 6 | 13 | 44 | 37 | +7  |
|  | 10.  | Fiorentino             | 38 | 30 | 11 | 5 | 14 | 40 | 55 | -15 |
|  | 11.  | Domagnano              | 35 | 30 | 9  | 8 | 13 | 31 | 42 | -11 |
|  | 12.  | Faetano                | 26 | 30 | 8  | 2 | 20 | 44 | 79 | -35 |
|  | 13.  | Libertas               | 23 | 30 | 6  | 5 | 19 | 32 | 56 | -24 |
|  | 14.  | San Marino Academy U22 | 22 | 30 | 6  | 4 | 20 | 32 | 74 | -42 |
|  | 15.  | Cailungo               | 14 | 30 | 4  | 2 | 24 | 15 | 77 | -62 |
|  | 16.  | Pennarossa             | 8  | 30 | 2  | 2 | 26 | 18 | 96 | -78 |

      Campione di San Marino e ammessa al primo turno di qualificazione di UEFA Champions League 2024-2025.
      Ammesse al primo turno di qualificazione UEFA Europa Conference League 2024-2025.
      Ammesse alla Fase finale
      Ammesse al Turno preliminare

## Turno preliminare
In caso di parità dopo i tempi supplementari passa il turno la squadra meglio classificata durante la stagione regolare.
|                | Risultati |            | Luogo e data               |
| -------------- | --------- | ---------- | -------------------------- |
| Juvenes/Dogana | 3-2       | Domagnano  | Acquaviva, 24 aprile 2024  |
| Folgore        | 2-0       | Fiorentino | Montecchio, 24 aprile 2024 |
|                |           |            |                            |

## Fase finale

### Quarti di finale
|                | Risultati |                | Luogo e data               |
| -------------- | --------- | -------------- | -------------------------- |
| Tre Fiori      | 0-0       | Murata         | Acquaviva, 27 aprile 2024  |
| Murata         | 2-1       | Tre Fiori      | Montecchio, 30 aprile 2024 |
|                |           |                |                            |
| Cosmos         | 1-2       | San Giovanni   | Acquaviva, 27 aprile 2024  |
| San Giovanni   | 0-3       | Cosmos         | Acquaviva, 30 aprile 2024  |
|                |           |                |                            |
| La Fiorita     | 1-0       | Folgore        | Acquaviva, 28 aprile 2024  |
| Folgore        | 0-0       | La Fiorita     | Acquaviva, 1º maggio 2024  |
|                |           |                |                            |
| Tre Penne      | 3-0       | Juvenes/Dogana | Montecchio, 28 aprile 2024 |
| Juvenes/Dogana | 4-2       | Tre Penne      | Montecchio, 1º maggio 2024 |
|                |           |                |                            |

### Semifinali
|            | Risultati |            | Luogo e data               |
| ---------- | --------- | ---------- | -------------------------- |
| La Fiorita | 1-3       | Murata     | Acquaviva, 4 maggio 2024   |
| Murata     | 0-1       | La Fiorita | Montecchio, 11 maggio 2024 |
|            |           |            |                            |
| Cosmos     | 1-1       | Tre Penne  | Montecchio, 4 maggio 2024  |
| Tre Penne  | 0-0       | Cosmos     | Acquaviva, 11 maggio 2024  |
|            |           |            |                            |

### Finale 4º-5º posto
|            | Risultati |        | Luogo e data              |
| ---------- | --------- | ------ | ------------------------- |
| La Fiorita | 2-0       | Cosmos | Acquaviva, 17 maggio 2024 |

### Finale 2º-3º posto
|        | Risultati |           | Luogo e data               |
| ------ | --------- | --------- | -------------------------- |
| Murata | 2-3 (dts) | Tre Penne | Serravalle, 18 maggio 2024 |

## Verdetti
Virtus campione di San Marino 2023-2024 e qualificata al primo turno di qualificazione di UEFA Champions League 2024-2025.
 La Fiorita e Tre Penne qualificate al primo turno di qualificazione di UEFA Conference League 2024-2025.

## Calciatore del Mese
| Mese      | Giocatore         | Squadre                |
| --------- | ----------------- | ---------------------- |
| Settembre | João Felipe       | Murata                 |
| Ottobre   | Nicola D'Addario  | San Marino Academy U22 |
| Novembre  | Raul Ura          | Murata                 |
| Dicembre  | Armando Amati     | La Fiorita             |
| Gennaio   | Riccardo Zulli    | Cosmos                 |
| Febbraio  | Samuel Pancotti   | Folgore                |
| Marzo     | Abdoul Aziz Niang | La Fiorita             |